# Гемоцианин
Гемоцианин (от др.-греч. αἷμα — кровь и др.-греч. κυανoῦς — лазурный, голубой) — дыхательный пигмент из группы металлопротеинов, является медьсодержащим функциональным аналогом гемоглобина. Встречается в крови моллюсков, членистоногих и онихофор. В пределах типа моллюсков гемоцианин широко распространён среди головоногих и некоторых брюхоногих. В пределах типа членистоногих — среди мечехвостов, ракообразных, паукообразных и многоножек, а в 2003 году обнаружен и у представителя класса насекомых. Гемоцианин моллюсков и членистоногих различается по структуре и некоторым свойствам, кроме того, существуют гемоцианины, выполняющие иные функции помимо переноса кислорода тканям — не только (и не столько) дыхания, а прежде всего в процессах питания. Так что можно говорить о гемоцианинах как о группе сходных металлопротеинов.
Восстановленная форма гемоцианина бесцветна. Окисленная форма окрашивается в голубой цвет, наблюдается флуоресценция.

## История открытия и изучения
Уже в конце XVIII века было замечено, что кровь моллюсков имеет голубоватый цвет. В частности, это отмечал знаменитый французский естествоиспытатель Жорж Кювье (1795 год).
В 1833 году венецианский химик Бартоломео Бицио (it:Bartolomeo Bizio) обнаружил медь в составе крови морских брюхоногих моллюсков семейства иглянок.
В 1878 году бельгийский физиолог Леон Фредерик (фр. Léon Fredericq) выделил голубой пигмент из крови осьминога Octopus vulgaris. Было отмечено, что при прохождении крови через жабры бесцветная кровь приобретала голубой цвет. Фредерик предположил, что это вещество переносит кислород к органам и тканям. Он же предложил название этого пигмента — «гемоцианин», по аналогии с гемоглобином (от др.-греч. κυανoῦς — лазурный, голубой). Фредерик выдвинул предположение, что гемоцианин — полный структурный и функциональный аналог гемоглобина, в котором медь включена в комплекс с порфириновым кольцом, аналогично гему гемоглобина.
В первой половине XX века были открыты различия в структуре гемоглобина и гемоцианина. В частности, было установлено, что гемоцианин не имеет порфиринового кольца. Предполагаемая простетическая группа гемоцианина была названа «гемокуприн». Позднее стало известно, что медь в субъединице гемоцианина связана непосредственно с белковыми цепями, и простетическая группа как таковая отсутствует.
Во второй половине XX века изучались различные уровни структуры гемоцианина, его свойства, различия гемоцианинов у различных видов. Исследовалась и генетическая последовательность гемоцианинов, на основе чего были выдвинуты новые предположения о родстве различных групп членистоногих и моллюсков. Изучается возможность применения гемоцианина в медицине.

## Строение

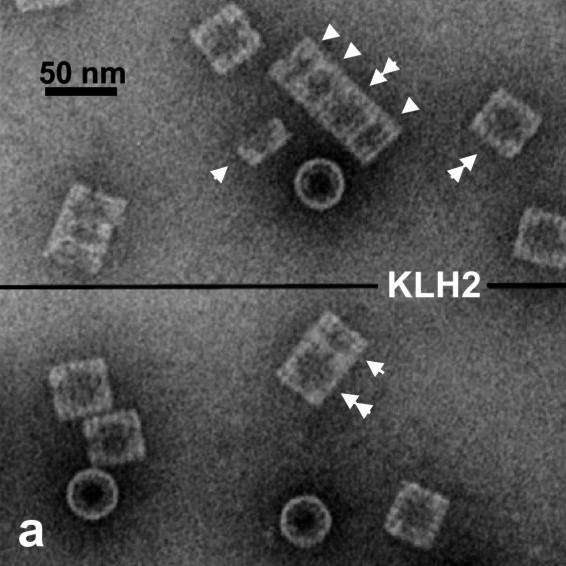
Фотография молекул гемоцианина морского блюдечка (Megathura crenulata), полученная с помощью просвечивающего электронного микроскопа. Двойной стрелкой отмечены дидекамеры (2×10 субъединиц), одиночной — декамеры (1×10 субъединиц), также видны и более крупные структуры

Субъединица гемоцианина членистоногих имеет молекулярный вес около 72 килодальтон и подразделяется на 3 домена, каждый из которых характеризуются разной третичной структурой: домен I содержит 5 или 6 альфа-спиралей, домен Il — 4 альфа-спирали и активный центр, домен III — антипараллельный бета-цилиндр, состоящий из 7 бета-листов. Молекулярный вес субъединицы гемоцианина моллюсков значительно выше, чем у членистоногих, и в среднем составляет 350—400 кДа, однако может достигать и 550 кДа. Субъединица содержит 7 или 8 функциональных элементов. Каждый функциональный элемент подразделяется на 2 домена. Домен α содержит 4 альфа-спирали и активный центр, домен β — состоящий из 7 Β-листов антипараллельный бета-баррель. Таким образом, α-домен и β-домен гемоцианина моллюсков функционально соответствуют доменам II и III гемоцианина членистоногих.
Строение активного центра одинаково у гемоцианинов членистоногих и моллюсков. Он содержит два близко расположенных друг к другу катиона меди, которые обратимо связывают молекулу кислорода в комплекс. Каждый катион меди координирован тремя имидазольными группами (гистидиновыми остатками), при оксигенации молекула кислорода оказывается зажатой между этими катионами. Пептидная цепь образует петли, то приближаясь к активному центру, то удаляясь от него, самая большая петля (разделяющая гистидиновые остатки His204 и His324) состоит из 119 аминокислотных остатков.

Уровни структуры гемоцианина членистоногих и моллюсков. Цифрами I, II, III и буквами α, β обозначены домены

В неокисленной форме катионы меди находятся в степени окисления +1, отстоят друг от друга на расстояние 4,6 Å, химическое связывание между ними отсутствует. Конфигурация N—Cu—N близка к треугольной, расстояния Cu—N находятся в пределах 1,9—2,1 Å. При оксигенации ионы меди приобретают степень окисления +2. Катионы меди сближаются друг с другом и расстояние Cu—Cu составляет 3,6 Å, а расстояния Cu—O — 1,8—1,9 Å. В результате сближения ионов меди углы N—Cu—N приближаются к тетраэдрическим. Кроме того, связи Cu—N становятся неравными по длине: в окружении каждого иона две связи имеют длину 1,9—2,0 Å, а третья связь удлиняется до 2,3 Å.
Субъединица гемоцианина представляет собой комплекс меди и белка. В отличие от гемоглобина, атомы металла связаны непосредственно с аминокислотой, а не с простетической группой.
Мономер гемоцианина членистоногих состоит из 6 субъединиц и имеет октаэдрическую форму. У членистонигих гемоцианин представлен в виде мономеров (1×6), димеров (2×6), тетрамеров (4×6), гексамеров (6×6) и октамеров (8×6).
Субъединица гемоцианина моллюсков, как уже отмечалось, состоит из 7 или 8 активных центров, в отличие от гемоцианина членистоногих, субъединица которого имеет лишь один активный центр. Форма молекулы напоминает полый цилиндр. Гемоцианин у моллюсков может быть представлен в виде декамеров (1x10) и дидекамеров (2x10), однако нередко соединяется в очень большие ансамбли. Так, молекулы гемоцианина виноградной улитки могут достигать молекулярной массы свыше 9 миллионов дальтон, являясь одним из самых больших органических соединений. Такие большие размеры гемоцианина позволяют лучше проявляться его кооперативным свойствам.
В 2002 году гемоцианин был обнаружен у представителя типа онихофор. По строению это вещество аналогично гемоцианину членистоногих.

## Физиология

Строение деоксигенированного и оксигенированного активного центра гемоцианина

Гемоцианин, как и гемоглобин, проявляет кооперативность, то есть при присоединении молекулы кислорода одной субъединицей увеличивает сродство к кислороду соседних субъединиц. Кооперативность гемоцианина моллюсков сравнительно невелика (коэффициент Хилла составляет около 2), кооперативность гемоцианина членистоногих значительно выше (значение коэффициента Хилла может достигать 9).
В отличие от гемоглобина, входящего в состав эритроцитов, молекулы гемоцианина растворены в гемолимфе. Благодаря этому мономеры гемоцианина могут объединяться в очень большие комплексы, что позволяет лучше проявляться его кооперативным свойствам и в целом лучше переносить кислород. Это особенно важно для организмов, живущих в условиях с малым содержанием кислорода. Содержание гемоцианина в гемолимфе моллюсков колеблется от 1—3 % у хитона en:Cryptochiton stelleri до 11 % у осьминога Octopus vulgaris. Содержание в гемолимфе ракообразных также варьирует у разных видов в довольно широких пределах, от 3 до 10 %. При хронической гипоксии концентрация гемоцианина в гемолимфе значительно растёт, компенсируя нехватку кислорода в воде. Анализ содержания гемоцианина в крови морских ракообразных может использоваться для наблюдения за состоянием окружающей среды.
На профиль связывания кислорода значительно влияет содержание ионов в гемолимфе и pH-фактор. Установлено, что изменение температуры тела членистоногих приводит к изменению pH-фактора гемолимфы. Рост температуры на 10 градусов уменьшает pH на 0,3. Таким образом, через изменения pH гемолимфы членистоногие адаптируют способность к переносу кислорода и кооперативные свойства гемоцианина к условиям среды. Исследования показали, что почти весь гемоцианин камчатского краба, живущего в воде с температурой +1…+5°, находится в неокисленной форме, в то время как гемоцианин тарантула Eurypelma californicum, живущего в пустынях юго-запада США при температурах от +30°, оксигенирован более чем на 90 %.
Гемоцианин может связываться не только с кислородом, но и с угарным газом, образуя карбоксигемоцианин. При этом также обнаруживается кооперативный эффект.
Синтез гемоцианина у брюхоногих моллюсков осуществляется поровыми клетками соединительной ткани. У головоногих моллюсков местом синтеза гемоцианина являются стенки жаберных сердец.
Гемопоэз членистоногих изучен более подробно. Специализированные органы кроветворения у них отсутствуют, отдельные очаги кроветворения могут находиться в соединительной ткани и в стенках кровеносных сосудов. У ракообразных синтез гемоцианина осуществляется особыми клетками крови — цианоцитами, развивающимися из цианобластов. Зрелые цианоциты выделяют гемоцианин в гемолимфу. У мечехвостов очаги кроветворения представляют собой разобщённые группы гемоцитов в соединительной ткани и синусных пространствах, там же из них формируются цианоциты, аналогичные цианоцитам ракообразных.

## Другие функции гемоцианинов
Гемоцианин может выступать не только в качестве переносчика кислорода, но и выполнять другие функции.
Иногда гемоцианины выполняют функции тирозиназы — фермента, катализирующего окисление тирозина. В составе таких гемоцианинов отсутствуют аминокислоты, препятствующие подходу фенолов к активным центрам фермента. Гемоцианины и тирозиназы имеют общее происхождение и разделились около 700 миллионов лет назад. Хелицеровые, такие как пауки и скорпионы, могут катализировать синтез меланина с помощью гемоцианина. Можно предположить существование подобного механизма и у других членистоногих, а также моллюсков. У некоторых паукообразных имеется сразу два вида гемоцианинов. Один задействован в переносе кислорода, а другой катализирует окисление тирозина.
У некоторых ракообразных обнаружено близкое к гемоцианину соединение, названное криптоцианин (англ. cryptocyanin). Криптоцианин утратил способность связывать кислород и является структурным белком, управляющим процессами линьки ракообразных.
В организме насекомых присутствует белок гексамерин. Предполагается, что он произошёл от гемоцианина, однако утратил атомы меди и, как следствие, способность связывать кислород. Гексамерин насекомых служит в качестве резерва питательных веществ. В 2003 году гемоцианин — переносчик кислорода обнаружен и у насекомого — веснянки Perla marginata. При этом структура этого гемоцианина отличается от гемоцианина остальных членистоногих — его субъединица содержит два активных центра и, соответственно, 4 атома меди.

## Эволюция гемоцианинов

Филогенетическое дерево гемоцианинов членистоногих и онихофор

Гемоцианины как членистоногих, так и моллюсков происходят от тирозиназ. Однако их эволюционный путь в этих типах животных различается. На первом этапе эволюции гемоцианина членистоногих произошла дупликация гена тирозиназы (или подобного ей фермента), благодаря чему появился белок, имеющий 2 атома меди и способный связывать кислород. Впоследствии этот белок приобрёл способность к полимеризации, что было важно для проявления кооперативных свойств. Гемоцианин моллюсков прошёл через 3 дупликации гена, в результате чего субъединица гемоцианина моллюсков содержит 8 активных центров. Гемоцианины членистоногих и моллюсков имеют значительные различия как по четвертичной структуре, так по своей генетической последовательности. Это позволяет предположить, что они возникли в этих группах независимо друг от друга.
Расхождение гемоцианинов хелицеровых и ракообразных произошло около 600 миллионов лет назад. Гемоцианин хелицеровых имеет достаточно консервативную структуру. Дивергенция гемоцианина паукообразных от остальных хелицеровых произошла 550—450 миллионов лет назад. Возраст дивергенции гемоцианинов высших раков (Malacostraca) и гексамеринов насекомых оценивается в 430—440 миллионов лет. Расхождение гемоцианинов внутри группы ракообразных началось гораздо позже, около 200 миллионов лет назад. Криптоцианины десятиногих раков (Decapoda), не выполняющие функции переносчиков кислорода, отделились от основной линии примерно 215 миллионов лет назад. Время дивергенции гемоцианинов в различных группах членистоногих может свидетельствовать в пользу теории общего происхождения шестиногих и высших раков. Существует тенденция к уменьшению количества мономеров гемоцианина в субъединице в процессе эволюции.
Открытый в 2002 году гемоцианин онихофор отделился от общей ветви членистоногих раньше, чем началась дивергенция внутри группы членистоногих, тем не менее эти гемоцианины имеют общее происхождение.
Изучение эволюции гемоцианинов позволило уточнить родственные отношения различных групп членистоногих и моллюсков.

## Использование
Изучается возможность применения гемоцианина в медицине как компонента противоопухолевых вакцин. При образовании конъюгатов с опухолевыми антигенами он существенно повышает их иммуногенность. Этот адъювант способствует преодолению иммунологической толерантности или усиливают иммунный ответ на ганглиозидные антигены (GM2, GD2, GD3). Обнаружен высокий уровень Т-клеточного иммунного ответа при использовании конъюгатов гемоцианина с муцином. Предполагается, что они также могут применяться в технологии получения дендритных вакцин. Проводятся клинические исследования противоопухолевых вакцин с использованием этого адъюванта совместно с идиотипическими антителами при В-клеточной лимфоме и антиидиотипическими антителами при колоректальной карциноме.